# Vạn An Thạnh (Phú Quý)

Vạn An Thạnh huyện đảo Đảo Phú Quý có bề dày lịch sử và truyền thống văn hóa lâu đời. Tên gọi Vạn An Thạnh nói lên ước nguyện có một cuộc sống an khang, thịnh vượng của bà con ngư dân nơi đây.

## Tên gọi di tích
Tên gọi Vạn An Thạnh nói lên ước nguyện có một cuộc sống an khang, thịnh vượng của bà con ngư dân đảo Phú Quý. Nếu như ở các vùng nông nghiệp có tên Đình là thiết chế văn hóa truyền thống của làng, thì các vùng ngư nghiệp ven biển và hải đảo có tên là Vạn. Đình hay Vạn đều thờ Thành Hoàng bổn xứ và Tiền hiền, Hậu hiền. Tuy nhiên Vạn là một loại hình mang đậm sắc thái tìn ngưỡng ngư nghiệp, Thần Thành Hoàng trong Vạn là phần thờ phụ còn chính thống vẫn là Thần Nam Hải.

## Địa điểm phân bố di tích - đường đi đến
Vạn An Thạnh tọa lạc trên một bãi cát trắng sát cạnh bờ biển. Di tích thuộc làng Triều Dương, xã Tam Thanh, huyện Phú Quý, tỉnh Bình Thuận. Vạn ở cách trung tâm Huyện lỵ Phú Quý 2,5 km về hướng Đông Nam và cách UBND xã Tam Thanh 1 km về hướng Đông Nam.

## Sự kiện, nhân vật lịch sử
Đảo Phú Quý có bề dày lịch sử và truyền thống văn hóa lâu đời. Với hơn 30 di tích lịch sử - văn hóa đủ mọi loại hình và niên đại trải đều trên một diện tích tự nhiên gần 35 km2 của đảo là một bằng chứng lịch sử sinh động chứng minh cho quá trình khai phá và xây dựng đảo của người Việt Nam.
Chủ nhân đầu tiên đến khai phá đảo là người Chàm. Mặc dù chưa biết họ đến đây từ lúc nào? Nhưng những dấu tích cổ xưa nhất còn lại trên đảo như miếu Bà Chúa Xứ, hàng trăm ngôi mộ cổ Chàm và nhiều di tích khác là những bằng chứng khẳng định người Chàm đến đảo từ rất sớm khi chưa có người Việt. Theo sự tích của ngư dân Phú Quý lưu truyền lại thì xưa kia đảo này toàn là người Chàm, họ đặt tên đảo là Koh Rong (người Việt gọi là Cổ Long). Khoảng cuối thế kỷ XVI - đầu thế kỷ XVII có một số ngư dân của Tỉnh miền Trung đi đánh cá chuồn ơ đảo Cù Lao Ré bị bão tố đẩy trôi dạt đến đảo Phú Quý. Trước khi rời đảo về lại quê hương họ đã bỏ quên khoai và bắp (ngô) trên đảo. Một thời gian sau tình cờ trở lại Phú Quý họ ngạc nhiên vì thấy khoai và bắp không ai chăm sóc lại phát triển xanh tốt. Đứng trước một hòn đảo đất rộng, người thưa và ngư trường rộng lớn giàu cá tôm nên họ quyết định về quê vận động bà con thân thuộc đến đây lập nghiệp. Về sau khi người Việt đến đảo đông và thế lực mạnh hơn lấn áp người Chàm. Vì bị thua kém người Việt nên người Chàm từ từ bỏ đảo đi nơi khác. Đến nay còn để lại trên đảo nhiều dấu tích mồ mả, nhà cửa, nổi tiếng nhất là ngôi đền thờ Công chúa Chăm Bàn Tranh, dân ở đảo gọi là "miếu Bà Chúa".

## Xếp hạng di tích
Vạn An Thạnh được Bộ Văn hóa Thông tin (nay là Bộ Văn hóa, Thể thao và Du lịch) xếp hạng di tích cấp Quốc gia, tại Quyết định số 51/QĐ/BT ngày 12/01/1996.